# Aalborg Basketball Klub
 Der er for få eller ingen kildehenvisninger i denne artikel, hvilket er et problem. Du kan hjælpe ved at angive troværdige kilder til de påstande, som fremføres i artiklen.

Aalborg Basketball Klub eller Aalborg Vikings er den største og mest aktive basketballklub i Nordjylland. Den blev stiftet i 1973 og tæller i dag over 250 medlemmer.[kilde mangler] Klubben spiller i 1. division, og har tidligere spillet i den bedste række.
Tidligere har klubben samarbejdet med AaB Fodbold om et eliteprojekt. Klubben træner to steder i Aalborg, Hasseris Gymnasium og Stadionhallen